# Suffrage universel masculin
Le suffrage universel masculin est une forme historique de suffrage universel dans lequel seuls les hommes sont habilités à participer au vote.

## En Allemagne
En Prusse et dans la majorité des États allemands, un système électoral à trois degrés donne la majorité des sièges parlementaires à la minorité la plus fortunée. À partir de 1871, les députés du Reichstag sont élus au suffrage universel masculin. Les pouvoirs du Parlement impérial sont cependant très limités et, en même temps, un système censitaire (masculin...) fondé sur la richesse continue de prévaloir pour les élections des Länder. En 1919, la république de Weimar accorde le droit de vote aux hommes et aux femmes âgés de plus de 20 ans.

## En France
La première application du suffrage universel masculin date du 11 août 1792 quand il fallut élire la Convention nationale (21 septembre 1792 - 26 octobre 1795). Ces premières élections législatives se déroulent du 2 au 6 septembre, mais la participation électorale est alors très faible.
En 1795, le suffrage universel masculin est remplacé par le suffrage censitaire et indirect (période du Directoire). Il est à nouveau rétabli par la Constitution du 22 frimaire an VIII (13 décembre 1799) qui met en place le régime du Consulat. Le suffrage universel masculin s’applique alors pour tous les hommes âgés de plus de 21 ans et résidant sur le territoire français depuis au moins un an. Les électeurs français ne désignent cependant pas encore directement leurs représentants car il s'agit d'un scrutin indirect dit à trois degrés : selon la procédure électorale, les électeurs ne désignent au suffrage universel qu'un dixième d’entre eux pour figurer sur les listes communales, lesquels élisent à leur tour un dixième d’entre eux pour figurer sur des listes départementales, qui elles-mêmes éliront un dixième d’entre eux pour être inscrit sur une liste nationale. Après, le Sénat choisira sur cette liste nationale les membres des assemblées législatives.
À la Restauration en 1815, le suffrage universel masculin est aboli, le suffrage censitaire rétabli et l'âge minimum pour voter passe de 21 à 30 ans. Durant la monarchie de Juillet, le droit de vote est élargi mais le suffrage est toujours censitaire alors que l’âge minimum pour voter est abaissé de 30 à 25 ans.
En 1848, quand se met en place la Deuxième République, le suffrage universel masculin est rétabli pour tous les hommes de nationalité française, âgés de 21 ans ou plus, et jouissant de leurs droits civils et politiques (décret du 5 mars 1848). Le corps électoral passe alors de 246 000 votants à plus de 9 millions. Le droit de vote n'est alors pas élargi aux femmes pour différents prétextes. En sont également exclus les militaires, les détenus, les membres du clergé et la plus grande partie des « indigènes » dans les colonies. 
La loi du 31 mai 1850 restreint à nouveau le corps électoral en imposant de nouvelles conditions à l'exercice du droit de vote. En imposant une résidence de trois ans pour les électeurs et en multipliant les cas de radiation des listes (vagabondage, condamnation pour rébellion ou atteinte à l'ordre public, etc.), la nouvelle loi élimine 30 % du corps électoral soit près de 2,9 millions d'électeurs. Cette loi est abrogée à la suite du coup d'État du 2 décembre 1851 du président Louis-Napoléon Bonaparte. Conformément à ce qu'il avait proclamé dans son « appel au peuple », publié le jour du coup d'État, il dissout l’Assemblée nationale, rétablit le suffrage universel masculin et convoque les électeurs à un plébiscite les 20 et 21 décembre. Face à la légalité constitutionnelle dont se prévalaient les défenseurs de la République, les bonapartistes opposent le suffrage universel, placé au-dessus de la Constitution, et la confiance directe manifestée par le peuple comme seule source de légitimité. Pour le plébiscite, les militaires sont autorisés à voter dans leur commune d'origine ou sur des registres ouverts (en garnison) tandis que les civils votent à bulletin secret. 
Dorénavant, le suffrage universel masculin ne sera globalement plus remis en cause bien qu'Adolphe Thiers ait envisagé, au début des années 1870, de réintroduire une forme de suffrage censitaire ou catégoriel pour encadrer le vote du peuple. Cependant, l'armée ayant été considérée comme trop impliquée dans le coup d'État de 1851 et dans le Second Empire,, le droit de vote de tous les hommes sous les drapeaux (les appelés au service militaire autant que les soldats de carrière de tout grade) est spécifiquement abrogé par la loi du 27 juillet 1872. Ils sont également rendus inéligibles à la Chambre des députés par la loi électorale du 30 novembre 1875 (inéligibilité qui sera ensuite étendue au Sénat et aux élections municipales). 
Le suffrage universel incluant les femmes de plus de 21 ans ne sera effectif qu'avec l’ordonnance du 21 avril 1944. En métropole, elles votent pour la première fois aux élections municipales d’avril-mai 1945. Les militaires obtiennent de nouveau le droit de vote, le 17 août 1945, puis l'ensemble des Français d'outre-mer en 1946. 
Cependant pour les Kanaks (vivant en Nouvelle-Calédonie), cela ne sera effectif qu'en octobre 1957 ; et pour les femmes des départements d’Algérie, en juillet 1958.

## En Italie
Le suffrage universel masculin est instauré en 1919. Le droit de vote est étendu aux femmes en 1945.

## Au Royaume-Uni
La classe dirigeante britannique rejeta longtemps avec une certaine véhémence l'idée de démocratie, qualifiée par le philosophe conservateur Edmund Burke de « dictature de la populace » et de « multitude porcine ». L'historien whig Thomas Babington Macaulay voit pour sa part le suffrage universel comme étant « absolument incompatible avec la survie de la civilisation. »
Le 16 août 1819, un rassemblement ouvrier réunit à Manchester près de soixante mille personnes pour réclamer l'établissement du suffrage universel. Sur ordre des magistrats, la marche est réprimée par la milice montée (la Yeomanry), avec l’aide de l’armée régulière. Au cours de la charge, 16 à 18 personnes sont tuées et plus de 650 blessées, dont environ un quart sont des femmes. Le « massacre de Peterloo » est depuis lors considéré comme l'un des évènements fondateurs de l'histoire ouvrière britannique. 
Le Reform Bill de 1832 fit passer le droit de vote de 200 000 à un million d'hommes (environ le cinquième de la population masculine) Une grande agitation populaire entraine l'adoption du Reform Act de 1867 qui augmente le nombre d'électeurs mais continue de priver du droit de vote la moitié de la population masculine. D'autre part, « aucun des dirigeants, qu'ils fussent libéraux ou conservateurs, n'attendaient de cet édit qu'il établisse une constitution démocratique ».
Il faut attendre 1918 pour que le droit de vote soit étendu à tous les hommes de plus de 21 ans et aux femmes de plus de 30 ans, propriétaires ou diplômées (43 % des femmes). Le suffrage universel est enfin établi par le Representation of the People (Equal Franchise) Act de 1928 qui fait passer le droit aux femmes de plus de 21 ans sans conditions.

## Hors Europe

### La Turquie
Après avoir mis en place une république basée sur le suffrage masculin, les kémalistes accordent le droit de vote aux Turques en 1929 aux élections locales et en 1934 aux élections législatives.